# Šarišské Sokolovce
Šarišské Sokolovce (Hongaars: Tótselymes) is een Slowaakse gemeente in de regio Prešov, en maakt deel uit van het district Sabinov.
Šarišské Sokolovce telt 513 inwoners.